# Jozef Ráž (ur. 1979)
Jozef Ráž (ur. 17 lipca 1979 w Bratysławie) – słowacki przedsiębiorca i urzędnik państwowy, od 2023 minister transportu.

## Życiorys
Syn muzyka Jozefa Ráža. Absolwent międzynarodowych studiów biznesowych na Uniwersytecie Ekonomicznym w Bratysławie. Kształcił się też na uczelni Bratislavská vysoká škola práva. Pracował w ministerstwie obrony, administracji przewodniczącego kraju bratysławskiego i słowackiej poczcie. Od 2016 kierował biurem obsługi w resorcie zdrowia. Związany również z sektorem prywatnym, zajął się prowadzeniem kilku firm, w tym w branży hotelarskiej.
W 2018 partia SMER rekomendowała go na urząd ministra spraw wewnętrznych, jednak jego nominację zablokował prezydent Andrej Kiska. W październiku 2023 objął stanowisko ministra transportu w czwartym rządzie Roberta Ficy.